# Paravireia typicus
Paravireia typicus là một loài chân đều uit een nog nader bepalen familie năm de superfamilie Sphaeromatoidea. Loài này được Chilton miêu tả khoa học năm 1925.